# Brug 232 (Hortus Botanicus Amsterdam)
Brug 232 is een vaste brug in Amsterdam-Centrum.
De brug, alleen toegankelijk voor voetgangers, leidt vanuit het Hortusplantsoen naar de eigenlijke Hortus Botanicus Amsterdam. Het bruggetje is sinds 13 juli 2001 een rijksmonument. 
De brug stamt uit 1877. Zij is van (giet-)ijzer, dat gefabriceerd is door de fabriek H. Dalhuizen te Kampen. De overspanning bestaat uit ijzeren spanten in I-profiel, die met een welving over het water liggen. Het wandeldek bestaat uit dwarsliggende planken. De landhoofden en walkanten zijn van opgemetseld baksteen hier en daar afgedekt met natuursteen. Op de buiten de brug eindigende landhoofden zijn 270 graden ronde zuilachtige constructies met versieringen te zien waarop vazen staan. De op de brug staande balustrades zijn eveneens uitgevoerd in een dubbele welving/boog. De onderste boog is gemonteerd op de houten balklaag en heeft een flauwe welving; de bovenste boog wordt gedragen tot verticale stijlen, die aan tuidraden doen denken, maar in wezen staanders zijn. Tussen die staanders zijn kruisverbanden aangebracht. Zowel staanders als kruisverbanden zijn door bouten door de metalen bogen heen gemonteerd. De staanders worden daarbij aan de onderzijde nog eens ondersteund door een de buitenzijde van de bogen gemonteerde S-motieven; het monumentenregister omschrijft ze als voluten. De brug overspant een siervijver en vormt een toegang tot de Horus Botanicus. De brug heeft daarbij aan de kant van het plantsoen een toegangshek gekregen, dat in de stijl van de brug is uitgevoerd, maar van aanmerkelijk jongere datum is. Ze heeft verticale spijlen en naar buitenstaande stekels om overklimmen te voorkomen.     
De brug stond tot april 2016 bekend als de Oostelijke Hortusbrug, maar deze officieuze benaming is in april 2016 door de gemeente Amsterdam ingetrokken. Er was toen onvoldoende animo om de officieuze tenaamstelling officieel te maken. In oktober 2016 kreeg de brug een vernoeming naar Johan van Hulst, maar die vernoeming werd in begin 2018 doorgeschoven naar brug 233.    

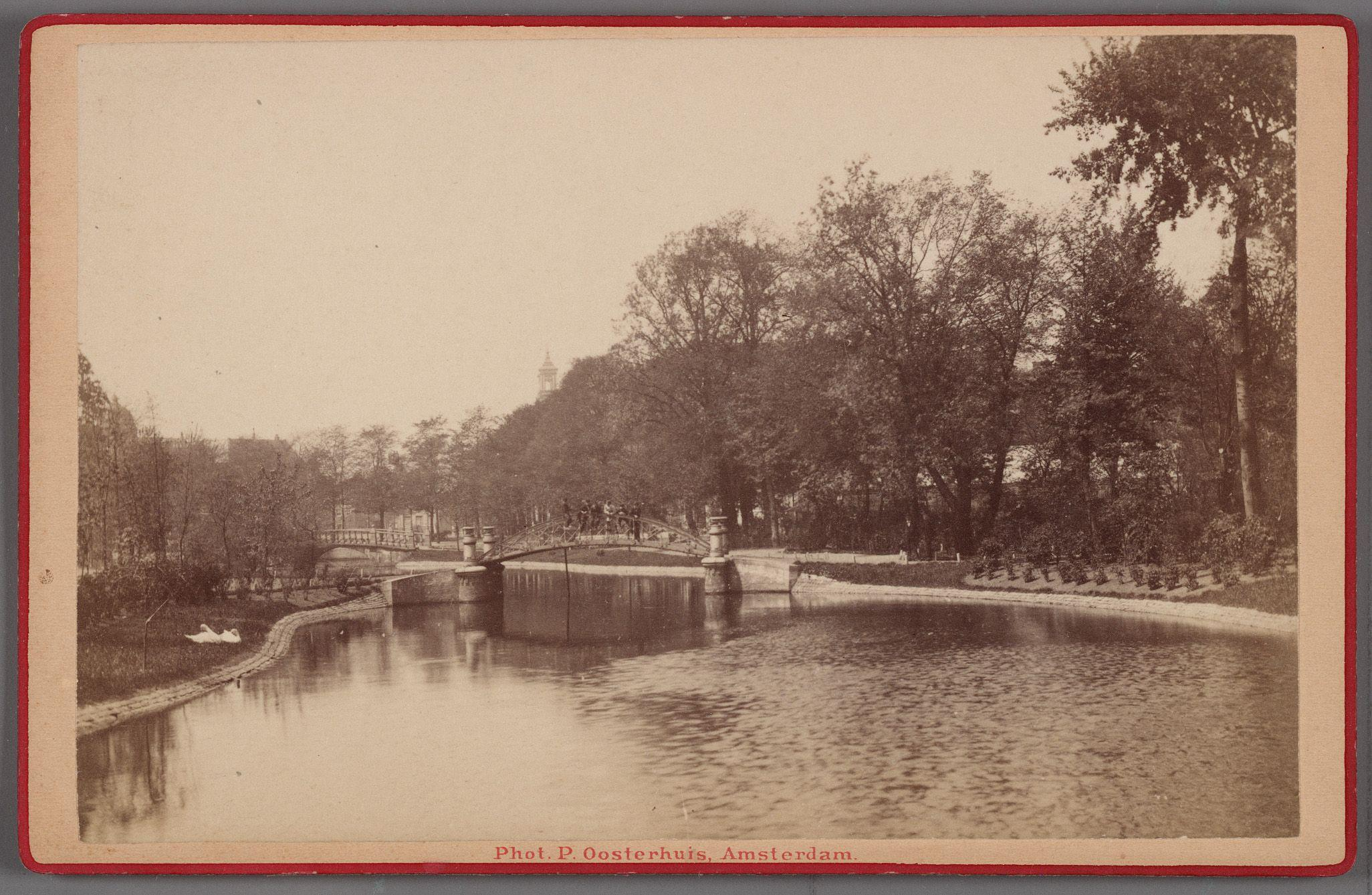
De brug rond 1880 vastgelegd door Pieter Oosterhuis (zonder hekwerk)
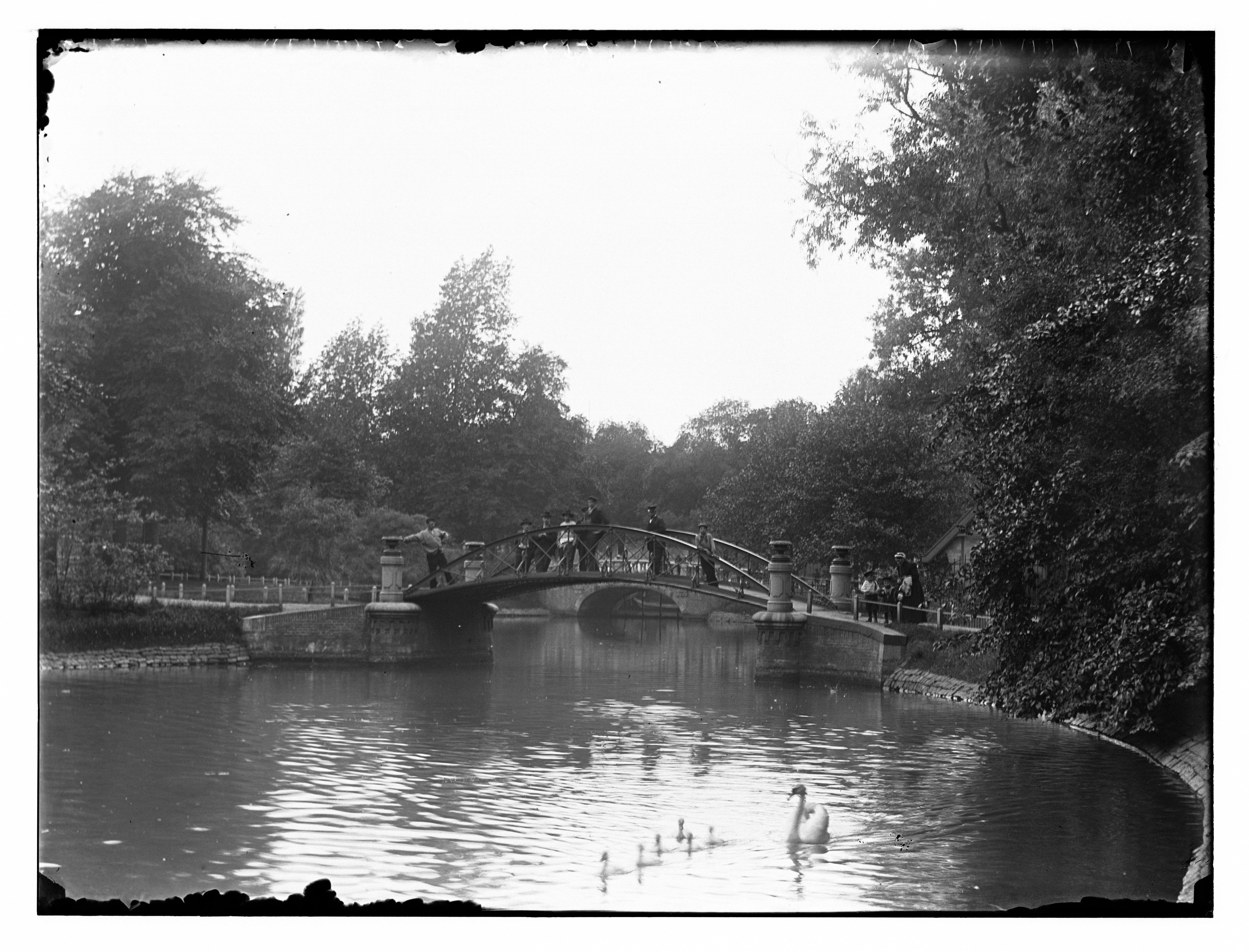
De brug rond 1899 vastgelegd door Jacob Olie (eveneens zonder hekwerk)

<<< · 200 · 201 · 202 · 203 · 204 · 205 · 206 · 207 · 208 · 209 ·  210 · 211 · 212 · 213 · 214 · 215 · 216 · 217 · 218 · 220 · 221 · 222 · 223 · 224 · 225 · 226 · 227 · 228 · 228P · 229 · 230 · 231 · 232 · 233 · 234 · 235 · 236 · 237 · 238 · 239 ·  240 · 241 · 242 · 243 · 244 · 245 · 246 · 247 · 248 · 249 ·  250 · 251 · 252 · 253 · 254 · 255 · 256 · 257 · 258 · 259 · 260 · 261 · 262 · 263 · 264 · 265 · 266 · 267 · 270 · 271 · 272 · 273 · 274 · 275 · 277 · 278 · 279 · 280 · 281 · 283 · 285 · 286 · 287 · 288 · 289 · 290 · 291 · 292 · 293 · 295 · 296 · 297 · 298 · 299 · >>>
Brugnummers 219, 268, 269, 276, 282, 284, 294 zijn niet (meer) in omloop.